# Победа в пустыне
«Победа в пустыне» (англ. Desert Victory) — британский чёрно-белый документальный пропагандистский фильм 1943 года, выпущенный британским министерством информации, в котором показана североафриканская кампания союзников против фельдмаршала Роммеля и поражение немецких войск от Эль-Аламейна до Триполи. Режиссёр фильма Рой Боултинг (в 1946 году он также поставил ещё один подобный документальный фильм «Победа в Бирме»). Как и знаменитая серия американских документальных фильмов Фрэнка Капры из цикла «Почему мы сражаемся» (в которую входят: «Битва за Россию», 1943; «Битва за Британию», 1943; «Победа в Тунисе», 1944; «Битва за Китай», 1944 и др.), фильм «Победа в пустыне» в значительной степени опирается на отснятые кадры немецкой кинохроники, конфискованные у съёмочных групп стран оси. В 1944 году «Победа в пустыне» была удостоена премии «Оскар» за лучший документальный полнометражный фильм. Многие из сцен этого фильма часто использовались в последующие годы в документальных фильмах и сериалах, посвящённых войне в Северной Африке. Некоторые из сцен были использованы как хроникальные фрагменты в американском художественном фильме 1951 года «Лис пустыни: История Роммеля» (реж. Генри Хэтэуэй).

## Сюжет
До того, как битва при Эль-Аламейне достигла своего усиления, и до победного финала в Триполи, было длительное вступление, которое длилось с июня 1940 по октябрь 1942 года. Оно должно было превратить эту кампанию в нечто уникальное во Второй мировой войне.
С 1940 по 1942 год эта кампания перемещалась туда-сюда между Эль-Аламейном в Египте и западом к Эль-Агейла в Киренаике. В феврале 1941 года на место происшествия прибыл Африканский корпус под командованием немецкого генерала Эрвина Роммеля. К июлю 1942 года успехи Роммеля закончились. Его длительные линии снабжения из Италии через Триполи подвергались преследованиям со стороны эскадронов Королевского флота, ВВС Британии и стран Содружества. Его остановили на небольшом расстоянии к западу от железнодорожной станции в Эль-Аламейне, месте, которое должно было стать поворотным пунктом в британской военной истории. Тобрук всё же был занят войсками Оси 21 июня 1942 года после поражения союзных сил в битве при Газале.
Падение Тобрука стало ударом для Черчилля. Он решил найти нового командующего для своей армии. Генерал Алан Брук предложил Монтгомери. Черчилль согласился. Неизвестный человек вне армейских кругов Генерал-лейтенант Бернард Лоу Монтгомери был человеком, преданным военному делу, солдат до мозга костей.
Роммель решил нанести удар по линии обороны 8-й британской армии, которая проходила в сорока милях от побережья на юг до впадины Каттара. В то время Монтгомери наращивал силы Восьмой армии. Это сражение вошло в историю как Битва при Алам эль-Халфе. При поддержке с воздуха наземные силы нанесли сильный удар. Роммель приказал своим войскам отступать.
Второе сражение при Эль-Аламейне началось с тяжёлого артиллерийского обстрела. После двенадцати дней ожесточённых боёв в сочетании с непрекращающимися воздушными атаками ВВС немецкий Африканский корпус начал длительное отступление из Египта в Киренаику, через Триполитанию, через ливийский столицу, Триполи в Тунис. Таким образом, после двух лет долгой и тяжёлой схватки 8-я армия победила.
Этот документальный фильм заканчивается в Триполи, где Черчилль принимает парад в честь ветеранов 8-й армии.

## Премьеры
- — на экраны Соединённого Королевства фильм вышел 5 марта 1943 года[1][2].
- — фильм демонстрировался в советском прокате с 12 апреля 1943 года, дублирован на студии ЦСДФ, 1943 г[2].
- — премьерный показ в США 13 апреля 1943 года[1].

## Интересные факты
- Американскими союзниками фильм был подвержен критике из-за того, что он подчеркнул британскую роль в победе, преуменьшая вклад Америки в битву. Продолжение «Победа в Тунисе» (1944) уже снималось как совместное производство британских и американских пропагандистских агентств с американскими постановщиками Фрэнком Капрой и Джоном Хьюстоном, якобы повторяя фактические события, такие как освобождение африканских земель, а также танковые и воздушные бои (некоторые из которых были фактически сняты во Флориде). Британцы сразу поняли, что отснятый материал был подделкой, но были вынуждены молча согласиться с союзниками и это нелёгкое сотрудничество продолжилось[3].
- Фильм «Победа в пустыне» был передан английским премьером Уинстоном Черчиллем Иосифу Сталину для личного ознакомления и для показа всему советскому народу в том же 1943 году:

ИЗ ЛИЧНОГО И СЕКРЕТНОГО ПОСЛАНИЯ ПРЕМЬЕРА И. В. СТАЛИНА ПРЕМЬЕР-МИНИСТРУ г. У. ЧЕРЧИЛЛЮ:
Вчера я смотрел вместе с коллегами присланный Вами фильм "Победа в пустыне", который производит очень большое впечатление. Фильм великолепно изображает, как Англия ведёт бои, и метко разоблачает тех подлецов - они имеются и в нашей стране, - которые утверждают, что Англия будто бы не воюет, а только наблюдает за войной со стороны. Буду с нетерпением ждать такого же Вашего фильма о победе в Тунисе.
Фильм "Победа в пустыне" будет широко распространён по всем нашим армиям на фронте и среди широких слоёв населения страны.
(29 марта 1943 года).

## Авторские права
По законам Великобритании фильм «Победа в пустыне» является общественным достоянием.